# System-Basis-Chip
Als System-Basis-Chip (SBC) bezeichnet man ein IC, in dem mehrere für die Realisierung einer Elektronik-Baugruppe notwendige Funktionen zusammengefasst sind. Diese Funktionsgruppen können sein:
- Spannungsregler
- Spannungs-Überwachung
- Reset-Generator
- (Fenster-)Watchdog
- Businterface (CAN-Bus, LIN-Bus etc.)
- Wakeup-Logik
- Leistungstreiber

Die Leistungsbandbreite dieser ICs ist dabei sehr unterschiedlich: Es gibt relativ komplexe Baugruppen, die (etwa über SPI) sogar konfiguriert werden können, aber auch einfachere, die eine festverdrahtete Funktionalität besitzen.

## Einsatzgebiete
SBCs werden z. B. in vielen Automobil-Steuergeräten eingesetzt.